# Fife Lake, Michigan
Fife Lake är en ort i Grand Traverse County i delstaten Michigan, USA.